# Пальові будівлі
Пальові будівлі — будинки, зведені на палях над поверхнею землі або над водою.

## Історія і сучасність
В епоху неоліту і раннього бронзового століття пальові житла були широко поширені в Альпах і на Паданській рівнині (культура террамар). Залишки пальових жител були виявлені археологами також на Люблінських болотах в Словенії, на озерах Мондзе і Аттерзе у Верхній Австрії.
Геродот описував народ пеонів, що жив на Празійському озері у Фракії, житла якого влаштовані на палях, на високому помості, що сполучається вузькими містками з берегом.
В наші дні пальові житла широко поширені в деяких місцях на півночі Бразилії, в Південно-Східній Азії, в Папуа-Новій Гвінеї і в Західній Африці. В Альпах подібні будівлі, відомі до теперішнього часу використовуються в якості комор. Подібні комори також використовуються в Західній Африці, зокрема, в ряді регіонів Малі і Гвінеї, населених носіями мов мандінка.